# انبارگ‌بد
انبارگ‌بد (پارسی میانه: anbaraghbad) یا همبارکبد (پارسی میانه: hambārakapet) رئیس مخازن و انبارها در ایران ساسانی بود. بهدین شاپور یکی از انبارگ‌بدها بود که در لشکرکشی ایران به ارمنستان و واداشتن ارمنی‌ها به رهایی از مسیحیت و گرویدن دوباره به مزدیسنا نقش داشت.